# 웨스턴 리그 (일본)
웨스턴 리그(일본어: ウエスタン・リーグ)는 1952년 창설된 일본의 프로 야구 리그로 퍼시픽 리그에서 운영되고 있으며 현재 웨스턴 리그에는 6팀이 참가하고 있다.

## 참가팀
- 오릭스 버펄로스 (고베시)
- 한신 타이거스 (니시노미야시)
- 히로시마 도요 카프 (이와쿠니시)
- 후쿠오카 소프트뱅크 호크스 (후쿠오카시)
- 주니치 드래건스 (나고야시)
- 구후 하야테 벤처스 시즈오카 (시즈오카시)